# Lucas Reiner
Lucas Joseph Reiner (* 17. August 1960 in Los Angeles) ist ein amerikanischer Maler, Grafiker und Fotograf. Bekannt ist er vor allem für sein visuelles Umdenken der Malerei und Figuration, ohne dabei die haptischen und klassischen Eigenschaften der Gestaltung zu vernachlässigen.

## Werdegang
Reiner wuchs in einer kreativen Familie in Los Angeles auf, als drittes Kind von Estelle und Carl Reiner. Seine älteren Geschwister sind der Filmregisseur und Schauspieler Rob Reiner sowie die Schriftstellerin Annie Reiner. Lucas Reiners Großvater väterlicherseits entwarf eine Uhr für Kaiser Franz Joseph, bevor er von Czernowitz nach New York City emigrierte. Von 1978 bis 1986 studierte Reiner bildende Kunst an der Parsons School of Design, am Otis Art Institute und an der Parsons School of Design, Paris.
Er ist mit Maud Winchester verheiratet und arbeitet in Los Angeles und Berlin.

## Ausstellungen
Seit 1985 stellte Reiner international aus, in Los Angeles, Mailand, München, New York, Regensburg, Rom und Schwarzenbruck. Er hatte Einzelausstellungen bei Bennett Roberts in Los Angeles, Kalifornien (1995); Tricia Collins Grand Salon (1996); Griffin Contemporary (1998); Tricia Collins Contemporary Art, New York (1999); Pocket Utopia, Brooklyn, New York (2007); Roberts & Tilton (2003); Carl Berg Gallery, Los Angeles (2005); Pocket Utopia, Brooklyn, New York (2007); Galerie Biedermann (2008, 2012, 2017) und Galleria Tragghetto (2010).
Zudem waren seine Werke Teil von Gruppenausstellungen, unter anderem von „Left Coast. Recent Acquisitions of Contemporary Art“ im Santa Barbara Museum of Art (2004); „Drawn“ in der Galerie Nordenhake, Berlin (2014), in der Ace Gallery Beverly Hills (2013), „Landscape and Architecture“ im Irving Fine Arts Center (2012) und „Speak for the Trees“ in der Friesen Gallery in Seattle und Sun Valley.
2009 veröffentlichte Prestel Publishing das Buch „Lucas Reiner: Los Angeles Trees, 2001-2008: Paintings, Drawings, Filmstills“ von Petra Giloy-Hirtz, mit einem Essay von Fred Dewey. 
Dewey vergleicht hier Reiners Arbeitsprozess mit „dem alten Mönchen und Poeten Basho, über den erzählt wird, dass er in die Berge ging, um spezielle Bäume zu ehren.“, und dies obwohl Reiner sich den Bäumen üblicherweise mit dem Auto nähert. „Die Bäume behalten ihre Charakter, obwohl sie aus zweckdienlichen Gründen beschnitten werden. Sie sind Hitze, Licht und Erde ausgesetzt, vor allem aber dem grausamen Verkehrsministerium.“ „Das Ergebnis ist ein friedlicher Aufruf zur Reflexion und letztendlich eine Andeutung der Geschichte und dem Geheimnis hinter der Gestalt.“

## Werk

### Farbfeldmalerei
„Nachdem er mit minimalistischen Gemälden anfing, malte Reiner Zeichen und Wortfragmente in die Stadtlandschaft, beeinflusst durch das Schaffen von anderen Künstlern aus Los Angeles, wie Ruscha, Diebenkorn und Celmins.“
Reiners abstrakte Gemälde wurden auch mit den Werken von Mark Rothko und Cy Twombly verglichen. Die Kritiker waren schnell der Meinung, dass er mit seiner Farbfeldmalerei alltägliche Erfahrungen sehr geschickt in bestimmten Farbpaletten herausarbeitet. Toby Crocket merkte an, wie „Reiners kontrolliertes Vorgehen eine Vorlage schafft, mit der die Welt auf ihre Einzelheiten voller aufrichtiger Gefühle reduziert werden kann.“

### Stadt-Baum-Bilder
Nachdem er 2001 einige Zeit in den Wäldern Michigans verbrachte, richtete Reiner seine Aufmerksamkeit auf die Bäume in seiner Umgebung in Los Angeles. Als Antwort auf die Art und Weise wie städtische Bäume regelmäßig von Lastwägen, Gehwegen und nachlässigen Passanten malträtiert werden, schuf er Baumportraits. Fred Dewey fragte sich, warum es so lange gedauert hat, bis sich zeitgenössische Künstler dem Thema der leidenden städtischen Bäume annehmen, nachdem Frederick Law Olmsted das brutale Zurückschneiden der Bäume bereits um 1870 beobachtete. 
Eve Wood merkte dazu an, dass „diese dichten kleinen Gemälde mehr als nur idyllische Abbildungen von [städtischen] Bäumen sind, sondern sie vielmehr deren Gestalt und Bewegung, sowie eine Art bedeutungsvolle Präsenz erfassen.“ Durch das Betrachten von Reiners Baumgemälden, deren Titel ihren genauen Standort wiedergeben, stellte Petra Gilroy-Hirtz fest, dass die Bäume in Los Angeles schief sind, „geschunden, merkwürdig getrimmt, zurechtgestutzt vom Verkehr, vom Lastwagen gestreift, beschnitten, um Sicht zu schaffen auf Reklametafeln, entfremdet durch Weihnachtsschmuck oder Graffiti.“
Als Reaktion auf die malerische Qualität Reiners Baumgemälde, stellt Nicholas Grader fest, wie „bestimmte individuelle Bäume.. gegen zart gefärbte, abstrakte Hintergründe schweben, die and Phillip Gustons frühe Arbeiten erinnern. Die Spannung zwischen Genauigkeit und der allgemeinen Erscheinungsform des gestischen Hintergrunds, treibt den Betrachter bewusst dazu an, die Bäume nicht nur als Motive von Porträts zu betrachten, sondern auch über die eigene Beziehung zu Bäumen im Alltag zu reflektieren.“ Petra Giloy-Hirtz ergänzt: „Letztendlich ist der Baum kein ungewöhnliches Thema in der Kunstgeschichte. Es geht weniger um die Phänomenologie des Baumes als vielmehr um die Möglichkeiten der Materie.“ In Bezug auf Reiners Verhältnis zu seiner Thematik, fügt Dewey hinzu, dass „die Verbindungen von Reiners Werk zu dem des Malers Giorgio Morandi deutlich sind. Morandi malte immer wieder Bilder mit Flasche und Landschaft und ging damit an die Grenzen der Realitätsdarstellung.“

### Filme
- Golden Cup (2000)
- Trees in Los Angeles (2005)

## Lehraufträge
Reiner unterrichtete junge Studenten an der Art Division (2011) und am Otis College of Art and Design (2007). Zudem war er Gastdozent an zahlreichen Institutionen, unter anderem an der American Academy in Rome, California State University in Northridge, Oberlin College, Myers School of Art, Fondazione Bevilacqua La Masa und der Università luav di Venezia.

## Sammlungen
Einzelne Werke sind im Besitz der Amerikanischen Botschaft in Riga, Lettland; des Santa Barbara Museum of Art, der Colección Jumex, der Staatlichen Graphischen Sammlung München, des Diözesanmuseums Freising und der West Collection.

## Einzelbelege
1. ↑  Petra Gilloy-Hirtz (Hrsg.): "Lucas Reiner’s Los Angeles Trees." Los Angeles Trees, 2001-2008. Prestel, 2008.
2. ↑  Lucas Reiner. Ehemals im Original (nicht mehr online verfügbar); abgerufen am 17. Juni 2017. (Seite nicht mehr abrufbar. Suche in Webarchiven)  Info: Der Link wurde automatisch als defekt markiert. Bitte prüfe den Link gemäß Anleitung und entferne dann diesen Hinweis.
3. ↑  Toby Crockett. “Lucas Reiner at Bennett Roberts.” “Art in America”. May 1996.
4. ↑  Steve Mumford. “Lucas Reiner.” “Zing” magazine. Winter/Spring 1997.
5. ↑  Archivierte Kopie (Memento des Originals vom 1. August 2017 im Internet Archive)  Info: Der Archivlink wurde automatisch eingesetzt und noch nicht geprüft. Bitte prüfe Original- und Archivlink gemäß Anleitung und entferne dann diesen Hinweis..
6. ↑  http://pocketutopia.blogspot.de/2007/10/mather-miller-reviews-lucas-reiner.html
7. ↑  http://made-in-muenchen.net/der-himmel-uber-berlin-ist-so-nah-dr-petra-giloy-hirtz-im-gesprach-mit-dem-kunstler-lucas-reiner-in-der-galerie-biedermann/
8. ↑  Fred Dewey. “If We are Lucky.” Los Angeles Trees, 2001-2008. München. Prestel. 2008.
9. ↑  Fred Dewey. Trees and Words. Venice. Beyond Baroque. 2004.
10. ↑  Fred Dewey. “If We are Lucky.” Los Angeles Trees, 2001-2008. München. Prestel. 2008.
11. ↑  Fred Dewey. “If We are Lucky.” Los Angeles Trees, 2001-2008. München. Prestel. 2008.
12. ↑  Toby Crockett. "Lucas Reiner at Bennett Roberts.Art in America. May 1996.
13. ↑  Petra Giloy-Hirtz. “Lucas Reiner’s Los Angeles Trees.” Los Angeles Trees, 2001-2008. München, Prestel. 2008.
14. ↑  Fred Dewey. “If We are Lucky.” Los Angeles Trees, 2001-2008. München. Prestel. 2008.
15. ↑  Eve Wood. "Implied Narratives." Artnet. Januar 27, 2003.
16. ↑  Petra Giloy-Hirtz. “Lucas Reiner’s Los Angeles Trees.” Los Angeles Trees, 2001-2008. München, Prestel. 2008.
17. ↑  Nicholas Grider. “Minimalism, Theatricality, and You.” ‘’Artslant.’’ September 9, 2007.
18. ↑  Petra Giloy-Hirtz. “Lucas Reiner’s Los Angeles Trees.” Los Angeles Trees, 2001-2008. München. Prestel. 2008.
19. ↑  Fred Dewey. “If We are Lucky.” Los Angeles Trees, 2001-2008. München. Prestel. 2008.
20. ↑  Archivierte Kopie (Memento des Originals vom 15. Juni 2017 im Internet Archive)  Info: Der Archivlink wurde automatisch eingesetzt und noch nicht geprüft. Bitte prüfe Original- und Archivlink gemäß Anleitung und entferne dann diesen Hinweis.